# Opmaskning
Opmaskning er betegnelsen for et håndværk, hvor man reparerede især nylonstrømper.
Damestrømper af nylon dukkede op i USA i slutningen af 1930'erne, og kom til Danmark under, og især efter 2. verdenskrig.
Da disse strømper var temmelig kostbare, blev de ofte repareret, når de gik i stykker ved at der "løb en maske" eller der gik hul på dem.
I 1940'erne og 1950'erne opstod der derved mange små hjemmevirksomheder, opmaskningsforretninger (opmaskningscentraler), som foretog sådanne reparationer. Det var hovedsageligt hjemmegående kvinder, som drev disse forretninger. I nogle tilfælde, især i de større byer, kunne de have 2-3 andre damer til at hjælpe med opmaskningen.
Der blev i nogle byer afholdt korte private kurser, hvor man kunne lære håndværket. Nogle af de firmaer, som solgte opmaskemaskiner, afholdt også sådanne kurser. Man kunne også lære det hos en i forvejen etableret opmasker.
Kunderne mødte op i de private hjem med deres strømper, eller de kunne indleveres i butikker i byerne, fx i trikotageforretninger, som videresendte dem til reparation hos opmaskerne.
Reparationerne kunne enten laves i hånden med specielle nåle der mindede om hæklenåle, eller med særlige elektriske opmaskemaskiner. Disse maskiner kunne være af mærker som fx Vitos, Pierette eller Speedomask, hvoraf nogle blev produceret i Frankrig.
Prisen for at få lavet strømperne var i 1950'erne mellem 15 øre og 25 øre pr. løben maske.
Erhvervet uddøde i begyndelsen af 1970'erne, fordi nylonstrømper blev så billige, at det ikke kunne betale sig at få dem repareret. De blev ofte smidt væk, når de gik i stykker.
Kendskabet til erhvervet med opmaskning blev genoplivet i tv-serien Matador i 1970'erne, hvor Agnes i serien startede sin egen opmaskningsforretning.

## Eksterne links
Lundskov.dk (Webside ikke længere tilgængelig) (Det gamle Aarhus > Virksomheder > Strømper opmaskes)